# UAE Team ADQ/2024
Deze pagina geeft een overzicht van de vrouwenwielerploeg UAE Team ADQ in 2024.

## Algemeen
Teammanager: Cherie Pridham
Ploegleiders: Marcello Albasini, Davide Arzeni, Michele Devoti, Alejandro Gonzalez-Tablas, Giuseppe Lanzoni, Nicolas Marche, Cristina San Emetrio
Fietsmerk: Colnago
Kleding: Pissei

## Renners

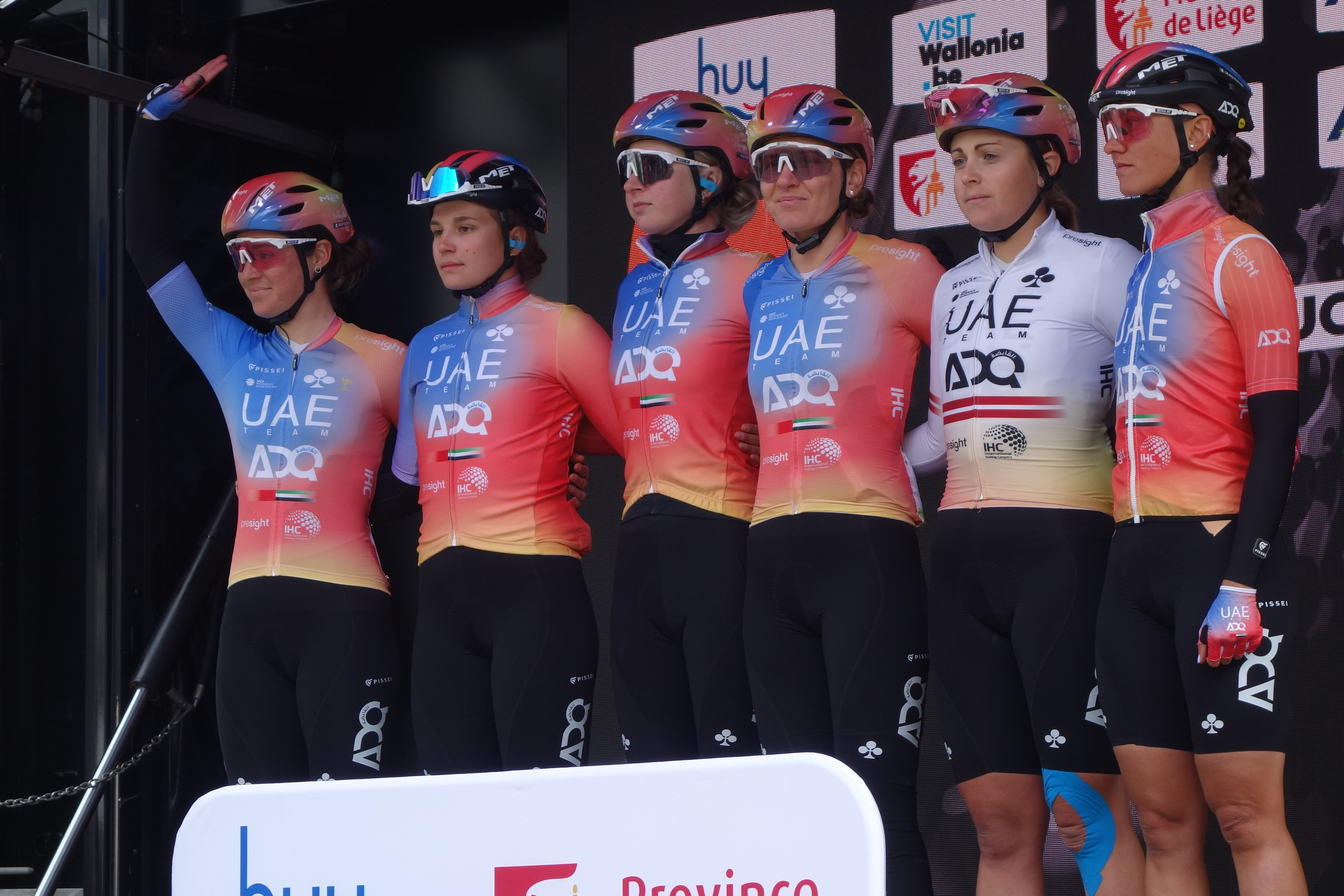
De ploeg in de Waalse Pijl 2024.

| Naam                | Geboortedatum | Nationaliteit                | Ploeg 2023                 |
| ------------------- | ------------- | ---------------------------- | -------------------------- |
| Safia al Sayegh     | 23-09-2001    | Verenigde Arabische Emiraten |                            |
| Alena Amialiusik    | 06-02-1989    | Wit-Rusland                  |                            |
| Sofia Bertizzolo    | 21-08-1997    | Italië                       |                            |
| Eugenia Bujak       | 25-06-1989    | Slovenië                     |                            |
| Anastasia Carbonari | 11-09-1999    | Letland                      | UAE Development Team       |
| Chiara Consonni     | 24-06-1999    | Italië                       |                            |
| Eleonora Gasparrini | 25-03-2002    | Italië                       |                            |
| Lara Gillespie *    | 21-04-2001    | Ierland                      | UAE Development Team       |
| Mikayla Harvey      | 07-09-1998    | Nieuw-Zeeland                |                            |
| Elizabeth Holden    | 12-09-1997    | Verenigd Koninkrijk          |                            |
| Alena Ivanchenko    | 16-11-2003    | Rusland                      |                            |
| Karolina Kumięga    | 16-04-1999    | Polen                        |                            |
| Erica Magnaldi      | 24-08-1992    | Italië                       |                            |
| Tereza Neumanova    | 09-08-1998    | Tsjechië                     | Liv Racing TeqFind         |
| Silvia Persico      | 25-07-1997    | Italië                       |                            |
| Karlijn Swinkels    | 28-10-1998    | Nederland                    | Team Jumbo-Visma           |
| Dominika Włodarczyk | 27-01-2001    | Polen                        | MAT Atom Deweloper Wrocław |

* vanaf 9/6

### Vertrokken
| Naam              | Geboortedatum | Nationaliteit | Ploeg 2024                      |
| ----------------- | ------------- | ------------- | ------------------------------- |
| Olivia Baril      | 10-10-1997    | Canada        | Movistar Team                   |
| Marta Bastianelli | 30-04-1987    | Italië        | Gestopt                         |
| Laura Tomasi      | 01-01-1999    | Italië        | Laboral Kutxa-Fundación Euskadi |
| Anna Trevisi      | 08-05-1992    | Italië        | Liv AlUla Jayco                 |

## Overwinningen
| Nationale kampioenschappen wielrennen Letland - wegrit: Anastasia Carbonari Polen - wegrit: Dominika Włodarczyk Verenigde Arabische Emiraten - wegrit: Safia al Sayegh Tour Down Under Puntenklassement: Sofia Bertizzolo Trofeo Binissalem-Andratx Eleonora Gasparrini Gran Premio della Liberazione Chiara Consonni La Classique Morbihan Eleonora Gasparrini Grote Prijs van Morbihan Silvia Persico GP Eco-Struct Chiara Consonni | RideLondon Classique Jongerenklassement: Eleonora Gasparrini Flanders Diamond Tour Chiara Consonni Ronde van Thüringen Puntenklassement: Karlijn Swinkels Ronde van Italië 2e etappe: Chiara Consonni Lotto Cycling Cup Puntenklassement: Lara Gillespie Grote Prijs van Stuttgart Eleonora Gasparrini Grote Prijs van Wallonië Karlijn Swinkels |  |

2011 · 2012 · 2013 · 2014 · 2015 · 2016 · 2017 · 2018 · 2019 · 2020 · 2021 · 2022 · 2023 · 2024 · 2025
AG Insurance-Soudal · Canyon//SRAM · Ceratizit-WNT Pro Cycling · dsm-firmenich PostNL · FDJ-SUEZ · Fenix-Deceuninck · Human Powered Health · Lidl-Trek · Liv AlUla Jayco · Movistar · Roland · SD Worx-Protime · UAE Team ADQ · Uno-X Mobility · Visma|Lease a Bike